# Leonora Álvarez de Toledo
Eleonora Álvarez di Toledo Osorio e Colonna, nota anche come Eleonora di Garzia di Toledo, detta Leonora o Dianora (Firenze, marzo 1553 – Barberino di Mugello, 10 luglio 1576), è stata una nobildonna spagnola, moglie di Pietro de' Medici e da lui uccisa a ventitré anni per strangolamento.

A lungo dimenticata, il suo personaggio fu riscoperto grazie all'interesse accademico per sua cugina Isabella de' Medici, con la quale Leonora aveva uno stretto legame e con cui condivise molti aspetti della sua vita, compresa la fine. La vicenda di Leonora è stata giudicata un modello per comprendere atteggiamenti e aspetti legali legati alla vita e al decoro delle donne nelle corti italiane della prima età moderna. 

## Biografia

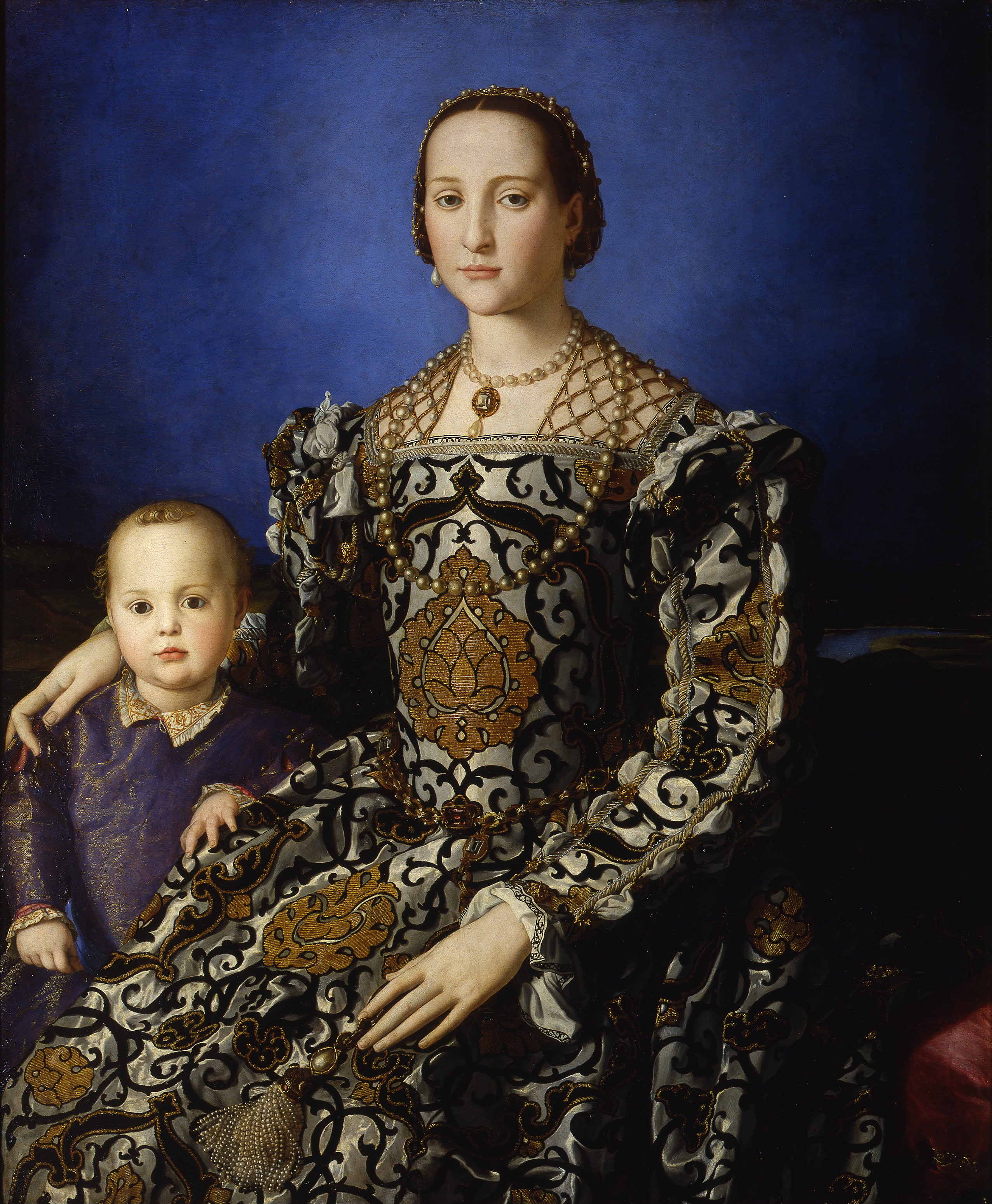
La duchessa Eleonora di Toledo, sorella del padre di Leonora, col figlio Giovanni. Agnolo Bronzino, 1545

### Primi anni
Leonora nacque nel marzo 1553 a Firenze, nel Ducato di Firenze, da García Álvarez de Toledo y Osorio, IV marchese di Villafranca del Bierzo e duca di Fernandina, appartenente alla Casa d'Alba, della più alta nobiltà spagnola, e da sua moglie Vittoria Ascanio Colonna, figlia di Ascanio I Colonna, duca di Paliano e fratello della poetessa Vittoria Colonna, e di Giovanna d'Aragona. Suo padre, fratello della duchessa Eleonora di Toledo, moglie del duca Cosimo I de' Medici, era venuto in Italia a seguito della sorella ed responsabile dei castelli della Valdichiana.
Leonora rimase orfana di madre a pochi mesi e il padre la affidò a sua sorella Eleonora, che la crebbe fra i proprio figli e la soprannominò "Dianora", mentre lui tornò in Spagna e raggiunse alte posizioni sotto il re Filippo II. All'età di cinque anni, Leonora, nota per i suoi capelli rossi, era ormai perfettamente integrata nella famiglia e particolarmente vicina alla cugina Lucrezia de' Medici, che morì nel 1561. Eleonora di Toledo morì l'anno seguente, nel 1562, e venne sostituita dalla figlia maggiore, e unica sopravvissuta, Isabella de' Medici, sia come prima dama di Firenze che come responsabile dell'educazione dei fratelli minori, compresa Leonora. A quel punto, Leonora era descritta come vivace e atletica, pratica di equitazione e perfino dell'uso delle armi, tanto che occasionalmente suo zio Cosimo, che pure l'amava come una figlia, le suggeriva di comportarsi in modo più signorile.
Nel 1568, con l'approvazione di Filippo II, venne combinato un fidanzamento fra Leonora e suo cugino Pietro, un altro dei figli di Cosimo ed Eleonora e suo coetaneo. Il padre di Leonora le inviò una dote di 40.000 ducati d'oro. Il matrimonio venne celebrato a Palazzo Vecchio nell'aprile 1571, e fu destinato al fallimento fin dall'inizio, tanto che lo sposo dovette essere obbligato a consumare l'unione, cosa che avvenne solo nell'aprile 1572, malgrado avesse già due figli illegittimi in Spagna, dove era stato ambasciatore. Il 10 febbraio 1573, Eleonora partorì il suo unico figlio, Cosimo, detto "Cosimino", che fu l'unico erede maschio della sua generazione e morì bambino nell'agosto 1576.

### Matrimonio

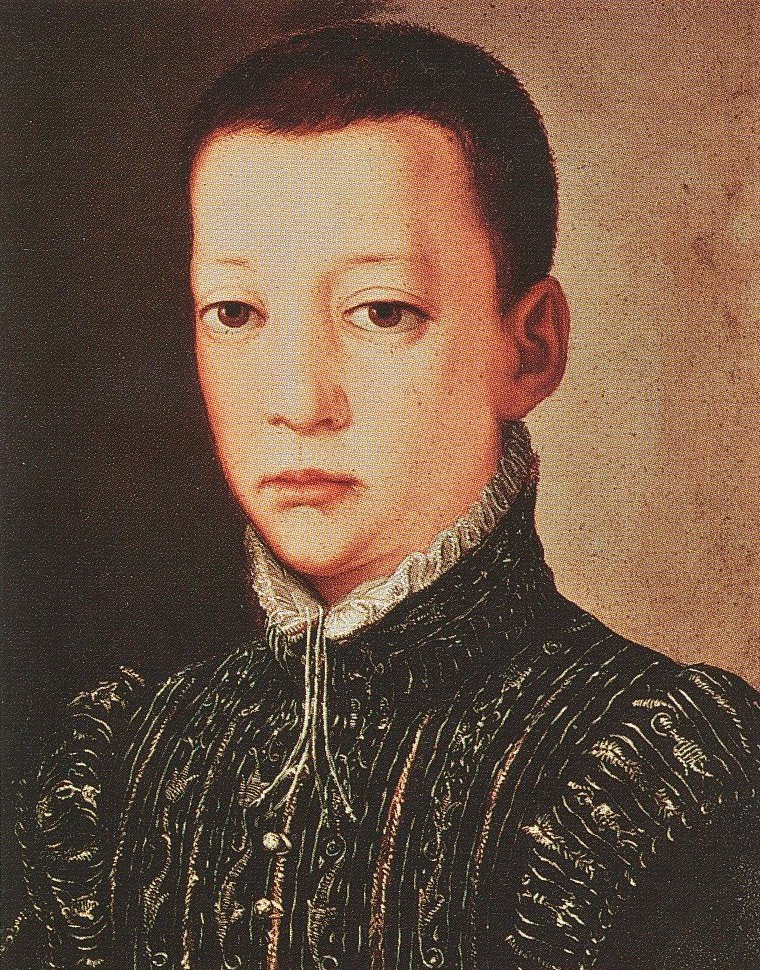
Pietro de' Medici. Agnolo Bronzino, 1560

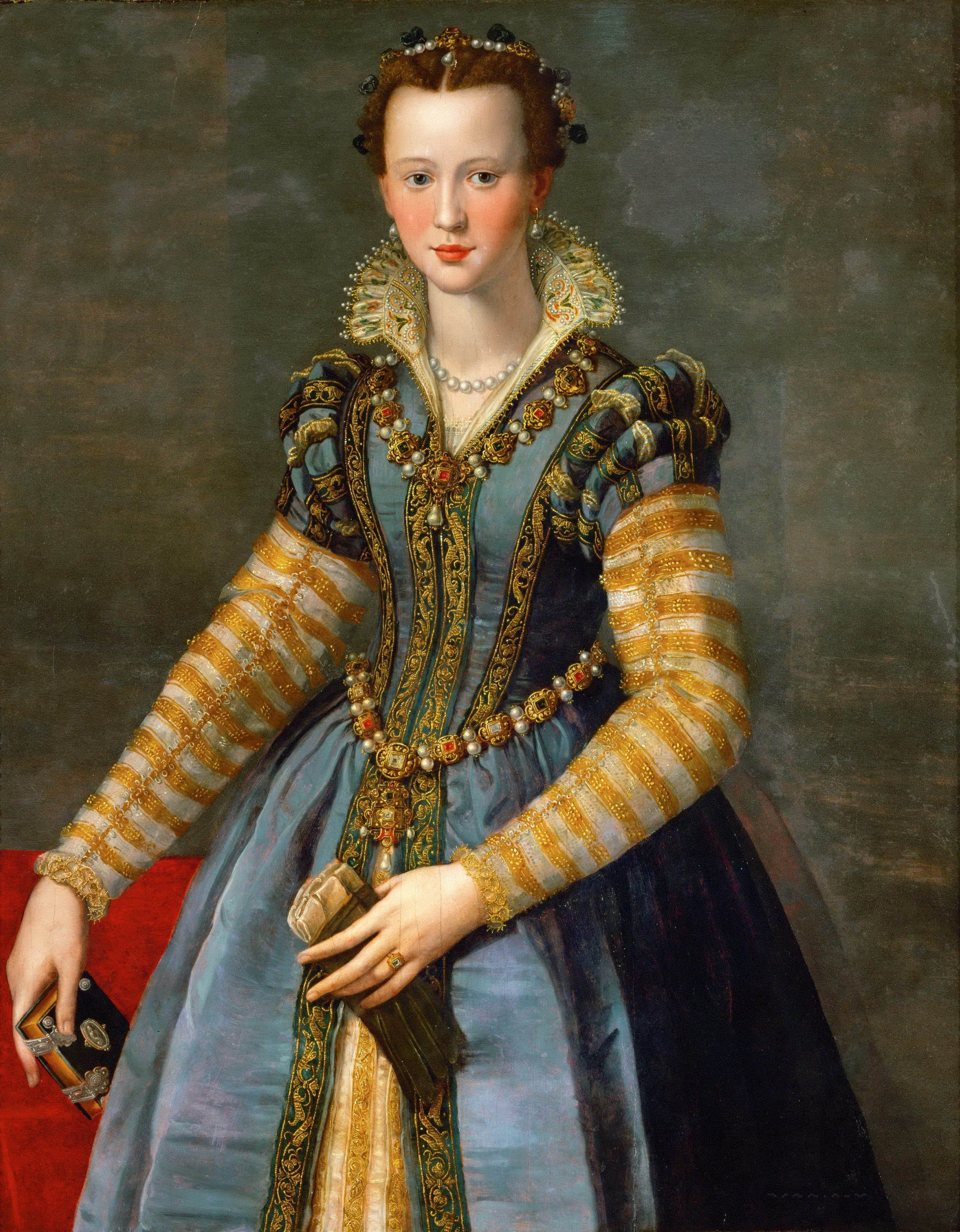
Leonora di Toledo. Alessandro Allori.

Sebbene il matrimonio garantisse a Leonora una posizione stabile in una delle corti più ricche e liberali d'Europa, Pietro era noto per il suo temperamento crudele e disturbato e mostrava una palese avversione per lei. Le difficoltà del matrimonio la avvicinarono alla cugina Isabella, che viveva una situazione simile col marito Paolo Giordano Orsini, tanto che i due vivevano separati, con Isabella che, col permesso del padre, risiedeva a Villa Baroncelli, nel sud di Firenze, dove coltivava un vivace salotto culturale e si sospettasse intrattenesse discretamente relazioni extraconiugali, in particolare con Troilo Orsini, cugino di suo marito. Leonora divenne la pupilla di Isabella e, da parte sua, Isabella divenne il modello di Leonora: come lei, coltivò il suo temperamento vivace e la sua bellezza e si dedicò alla promozione delle arti e della letteratura, ad esempio divenendo mecenate dell'Accademia letteraria degli Alterati. Seguì l'esempio della cugina anche in privato, prendendo amanti. Tuttavia, mentre tali comportamenti, se discreti, erano tollerati dal liberale Cosimo, così non fu sotto il suo successore Francesco I, che salì al soglio granducale nel 1574.
Sebbene Francesco, sposato con Giovanna d'Austria, avesse lui stesso un'amante, Bianca Cappello, non mostrò la stessa comprensione per la sorella e la cugina: accolse le rimostranze di Paolo Giordano e Pietro e intimò loro di interrompere il loro comportamento e tornare dai rispettivi mariti. Mentre Isabella reagì divenendo ancora più cauta, Leonora, undici anni più giovane e costantemente ignorata dal marito, che rifiutava di vederla e addirittura di dividere il letto, questa volta non riuscì a imitarla.

### Morte

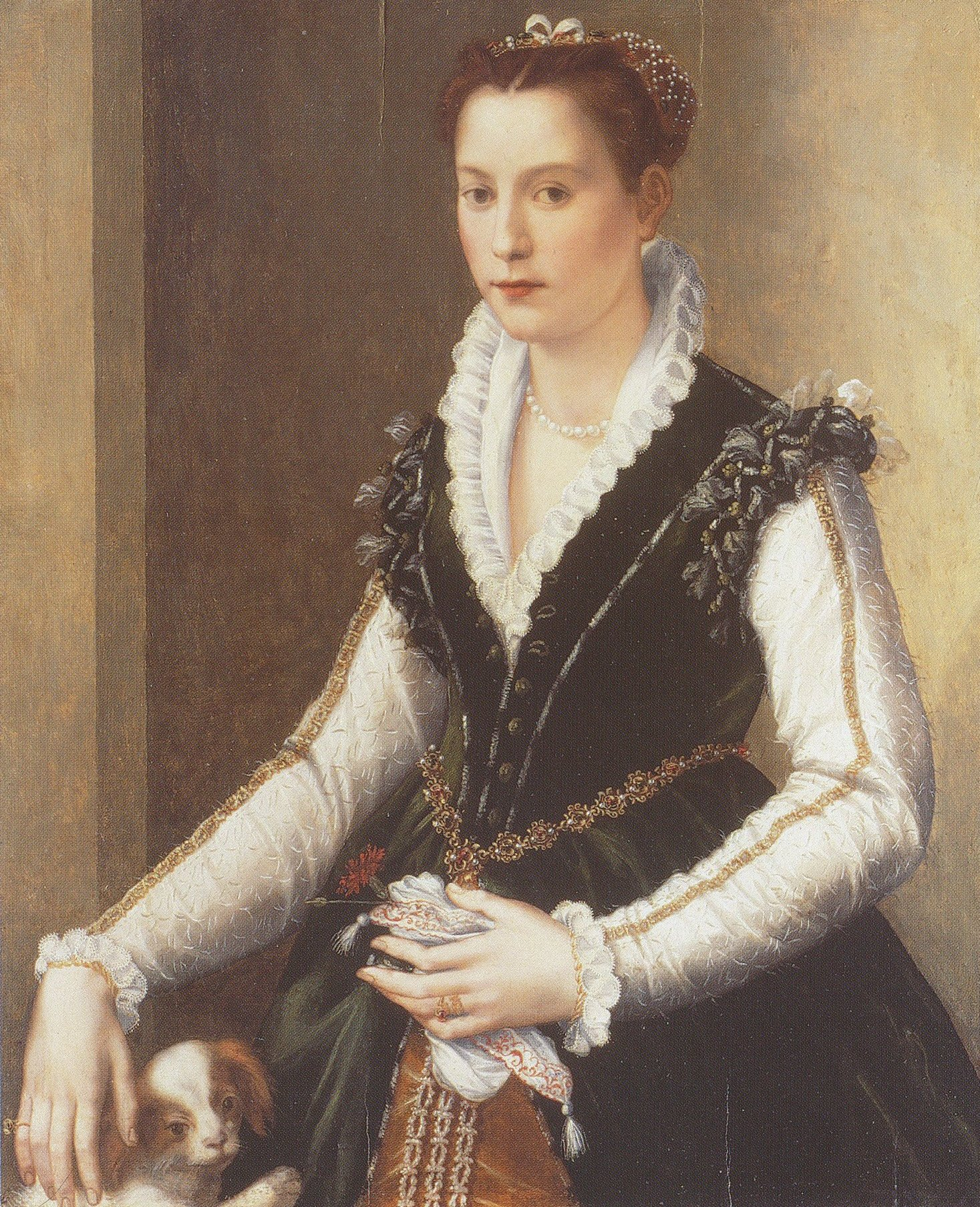
Isabella de' Medici. Alessandro Allori, 1560

L'11 luglio 1576, Pietro inviò al fratello Francesco un biglietto dalla Villa medicea a Cafaggiolo ove risiedeva, comunicando l'improvvisa morte della moglie: "Ieri notte alle sei è avvenuto un incidente a mia moglie ed ella è morta. Pertanto Vostra Altezza stai tranquillo e scrivimi cosa devo fare e se devo ritornare oppure no". Il giorno dopo, Francesco scrisse a suo fratello, il cardinal Ferdinando de' Medici: "La notte scorsa, verso le cinque, accadde a donna Leonora un incidente veramente terribile. Fu trovata a letto, soffocata, e don Pietro e gli altri furono non in tempo per rianimarla".
Tuttavia, Leonora non morì per cause naturali, ma fu strangolata a sangue freddo da suo marito, con un collare per cani e la connivenza di Francesco. Sei giorni dopo, morì nello stesso modo sua cugina Isabella, strangolata da un sicario del marito mentre lui guardava, dopo averle messo lui stesso il laccio al collo. Francesco annunciò che Leonora e Isabella erano morte rispettivamente per un infarto e un malore fulminante, ma le corrispondenze private rivelano come non fu affatto creduto: ad esempio l'ambasciatore di Ferrara Ercole Cortile scrisse chiaramente al duca Alfonso II d'Este, che era stato marito di Lucrezia de' Medici, che si trattava di delitti: "Avvisto Vostra Eccellenza dell'annuncio della morte di Lady Isabella; di cui ho sentito parlare appena arrivato a Bologna, [e] ha scontentato tanti quanti quelli di madonna Leonora; entrambe le dame furono strangolate, una a Cafaggiolo e l'altra a Cerreto. Lady Leonora è stata strangolata martedì notte; avendo ballato fino alle due, ed essendo andata a letto, fu sorpresa dal signor Pietro [con] un guinzaglio di cane al collo, e dopo molta lotta per salvarsi, finalmente spirò. E il medesimo signor Pietro porta il segno, avendo due dita della mano ferite dal morso della donna. E se non avesse chiamato in aiuto due disgraziati romagnoli, che affermano di essere stati convocati lì proprio per questo scopo, forse gli sarebbe andata peggio. La povera signora, a quanto ci risulta, fece una strenua difesa, come si vide dal letto, che fu trovato tutto convulso, e dalle voci che si udirono da tutta la casa. Appena morta, fu deposta in una bara ivi preparata per questo avvenimento, e portata a Firenze in lettiga alle sei del mattino, condotta da quelli della villa, e accompagnata con otto ceri bianchi [portati] da sei fratelli e quattro sacerdoti; fu sepolta come se fosse una persona comune".
Anche il diarista Agostino Lapini scrive che Leonora, di cui loda bellezza e spirito, fu uccisa, e Bastiano Arditi annota che il corpo fu deposto nella Basilica di San Lorenzo senza cerimonie.
La morte di Leonora e il suo insabbiamento crearono una frattura fra Firenze e la Spagna che, indignata per l'omicidio di una loro dama di così alto rango, tant'è che alla fine Francesco dovette confessare al re di Spagna Filippo: "Benché nella lettera vi avessi raccontato dell'incidente di donna Eleonora, devo tuttavia dire a Sua Maestà cattolica che lo signor Pietro nostro fratello si era "tolto" lui stesso la vita a causa di il tradimento da lei commesso con un comportamento disdicevole ad una dama... Desideriamo che Sua Maestà sappia la verità... e alla prima occasione gli sarà inviato il procedimento attraverso il quale avrebbe dovuto sapere con quali giuste ragioni ha agito lo Signor Pietro".

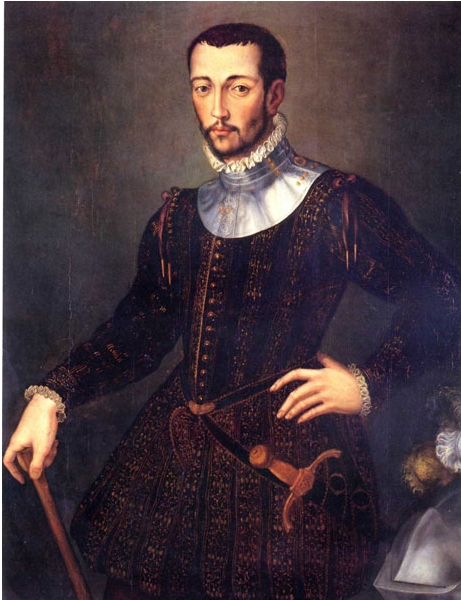
Francesco I de' Medici. Anonimo, anni '50 del 1500

Il procedimento erano le carte del processo con cui fu imprigionato sull'isola dell'Elba nel giugno 1576 Bernardino Antinori, eroe della battaglia di Lepanto, membro dell'Ordine di Santo Stefano e presunto amante di Leonora: spesso condivideva con lei la carrozza e nascoste nel suo sgabello furono trovate numerose poesie e lettere a lei dedicate. Antinori morì infine strangolato nella sua cella due notti prima di Leonora. Inoltre, un altro presunto amante di Leonora, Pierino Ridolfi, confessò, sebbene sotto tortura, che lui e Antinori erano coinvolti in una congiura anti medicea, il che rendeva Leonora, per Francesco e Pietro, una traditrice oltre che un'adultera.
Pietro non fu mai né accusato né tantomeno processato per la morte di Leonora, ma alla fine la pressione spagnola, in particolare quella di Pedro, fratello di Leonora, esiliò Pietro proprio in Spagna, dove morì nel 1604, dopo una vita segnata da debiti, amanti, scandali e finanche un secondo matrimonio, malgrado il giuramento di non sposarsi mai più in segno di pentimento per l'uxoricidio.

## Discendenza
Leonora ebbe un unico figlio:
- Cosimo de' Medici, detto "Cosimino" (10 febbraio 1573 - agosto 1576). Morì infante per cause ignote un mese dopo l'assassinio della madre.

## Ascendenza
|                                   |                    |                             | Genitori                     |  |  | Nonni |  |  | Bisnonni                              |  |  | Trisnonni                           |  |
|                                   |                    |                             |                              |  |  |       |  |  | Fadrique Álvarez de Toledo y Enríquez |  |  | García Álvarez de Toledo y Carrillo |  |
|                                   |                    |                             |                              |  |  |       |  |  | Fadrique Álvarez de Toledo y Enríquez |  |  | García Álvarez de Toledo y Carrillo |  |
|                                   |                    | Maria Enriquez de Quiñones  |                              |  |  |       |  |  | Fadrique Álvarez de Toledo y Enríquez |  |  |                                     |  |
| Pedro Álvarez de Toledo y Zúñiga  |                    |                             |                              |  |  |       |  |  | Fadrique Álvarez de Toledo y Enríquez |  |  |                                     |  |
|                                   |                    | Isabel de Zúñiga y Pimentel | …                            |  |  |       |  |  |                                       |  |  |                                     |  |
|                                   |                    | Isabel de Zúñiga y Pimentel | …                            |  |  |       |  |  |                                       |  |  |                                     |  |
|                                   |                    | Isabel de Zúñiga y Pimentel | …                            |  |  |       |  |  |                                       |  |  |                                     |  |
| García Álvarez de Toledo y Osorio |                    | Isabel de Zúñiga y Pimentel |                              |  |  |       |  |  |                                       |  |  |                                     |  |
|                                   |                    | Luis Pimentel y Pacheco     | Rodrigo Alonso Pimentel      |  |  |       |  |  |                                       |  |  |                                     |  |
|                                   |                    | Luis Pimentel y Pacheco     | Rodrigo Alonso Pimentel      |  |  |       |  |  |                                       |  |  |                                     |  |
|                                   |                    | Luis Pimentel y Pacheco     | María Pacheco y Portocarrero |  |  |       |  |  |                                       |  |  |                                     |  |
| María Osorio y Pimentel           |                    | Luis Pimentel y Pacheco     |                              |  |  |       |  |  |                                       |  |  |                                     |  |
|                                   |                    | Juana Osorio y Bazán        | Pedro Álvarez Osorio         |  |  |       |  |  |                                       |  |  |                                     |  |
|                                   |                    | Juana Osorio y Bazán        | Pedro Álvarez Osorio         |  |  |       |  |  |                                       |  |  |                                     |  |
|                                   |                    | Juana Osorio y Bazán        | …                            |  |  |       |  |  |                                       |  |  |                                     |  |
| Leonora Álvarez de Toledo         |                    | Juana Osorio y Bazán        |                              |  |  |       |  |  |                                       |  |  |                                     |  |
|                                   | Fabrizio I Colonna | Odoardo Colonna             |                              |  |  |       |  |  |                                       |  |  |                                     |  |
|                                   | Fabrizio I Colonna | Odoardo Colonna             |                              |  |  |       |  |  |                                       |  |  |                                     |  |
|                                   | Fabrizio I Colonna | Filippa Conti               |                              |  |  |       |  |  |                                       |  |  |                                     |  |
| Ascanio I Colonna                 | Fabrizio I Colonna |                             |                              |  |  |       |  |  |                                       |  |  |                                     |  |
|                                   |                    | Agnese di Montefeltro       | Federico da Montefeltro      |  |  |       |  |  |                                       |  |  |                                     |  |
|                                   |                    | Agnese di Montefeltro       | Federico da Montefeltro      |  |  |       |  |  |                                       |  |  |                                     |  |
|                                   |                    | Agnese di Montefeltro       | Battista Sforza              |  |  |       |  |  |                                       |  |  |                                     |  |
| Vittoria Ascanio Colonna          |                    | Agnese di Montefeltro       |                              |  |  |       |  |  |                                       |  |  |                                     |  |
|                                   |                    | Federico d'Aragona          | Ferdinando I di Napoli       |  |  |       |  |  |                                       |  |  |                                     |  |
|                                   |                    | Federico d'Aragona          | Ferdinando I di Napoli       |  |  |       |  |  |                                       |  |  |                                     |  |
|                                   |                    | Federico d'Aragona          | Diana Guardato               |  |  |       |  |  |                                       |  |  |                                     |  |
| Giovanna d'Aragona                |                    | Federico d'Aragona          |                              |  |  |       |  |  |                                       |  |  |                                     |  |
|                                   |                    | Castellana Folch de Cardona | Antonio Folch de Cardona     |  |  |       |  |  |                                       |  |  |                                     |  |
|                                   |                    | Castellana Folch de Cardona | Antonio Folch de Cardona     |  |  |       |  |  |                                       |  |  |                                     |  |
|                                   |                    | Castellana Folch de Cardona | Castellana de Requesnes      |  |  |       |  |  |                                       |  |  |                                     |  |
|                                   |                    | Castellana Folch de Cardona |                              |  |  |       |  |  |                                       |  |  |                                     |  |

### Esplicative
1. ↑  da adulta
2. ↑  da bambina, per distinguerla dalla zia Eleonora di Toledo, morta nel 1562.
3. ↑  Per distinguerla dalla stessa Eleonora. Dopo la di lei morte nel 1562, il soprannome venne poi sostituito con "Leonora". Vedi Murphy; p.191
4. ↑  Al netto dell'inflazione del 2006, corrisponderebbero all'incirca ai 15/18 milioni di dollari. Vedi: Langdon; p.176
5. ↑  Già in precedenza, Leonora si era dimostrata molto più sfacciata di Isabella: nel 1573 Leonora fu pubblicamente accusata di comportamento sconveniente con un servo da Camilla Martelli, seconda moglie di Cosimo I de' Medici, mentre nel 1575 scoppiò in lacrime davanti all'ambasciatore di Ferrara, Ercole Cortile, e gli disse che suo marito non la toccava da anni, preferendole le prostitute, indiscrezione che l'ambasciatore non mancò di riferire al suo signore, Alfonso II d'Este. Vedi Murphy, pp.280-282
6. ↑  Nel 1575 Cortile riferì al duca di Ferrara: "Pierino Ridolfi è stato accusato di aver complottato per uccidere don Pietro mentre era in un bordello, per assassinare suo figlio e avvelenare il cardinale Ferdinando. È al servizio di donna Leonora ed il duca è molto arrabbiato con lei per aver dato a Pierino una collana del valore di 200 scudi ed un cavallo su cui fuggire". Francesco, riferisce Cortile, era quindi "pronto a lavarsi le mani della cognata". Vedi: Langdon; pp.176-177 e Murphy; pp.292-293

### Riferimenti
1. 1 2 3  Langdon; pp.174-175
2. ↑  Langdon; pp.6, 175
3. ↑  Langdon; p.175 e Murphy; p.191
4. ↑  Langdon; p.147
5. ↑  Langdon; p.176 e Murphy; p.279
6. 1 2  Langdon; p.174 nota 19, p.176
7. ↑  Langdon; p.176 e Murphy; pp.191-192
8. ↑  Langdon; p.147 e Murphy; pp.147, 191, 279-280
9. ↑  Murphy; pp.279-280
10. ↑  Murphy; pp.49, 92, 283-284
11. ↑  Murphy; pp.328
12. 1 2  Langdon; p.178 e Murphy; pp.316-317
13. ↑  Murphy; p.317
14. 1 2  Langdon; pp.176-178
15. ↑  Langdon; p.178 e Murphy; pp.324-325
16. 1 2  Langdon; p.179
17. ↑  Langdon; p.178 e Murphy; p.315
18. ↑  Langdon; pp.179-180